# 馮道諸葛介
馮道諸葛介（学名：Chukocythere fengtaoi）为粗面介科諸葛介屬下的一个种。